# Vacquières
Vacquières település Franciaországban, Hérault megyében. Lakosainak száma 757 fő (2022. január 1.). Vacquières Brouzet-lès-Quissac, Carnas, Corconne, Fontanès, Saint-Bauzille-de-Montmel és Sauteyrargues községekkel határos.

## Népesség
A település népessége az elmúlt években az alábbi módon változott:
| Lakosok száma | 181  | 191  | 231  | 390  | 469  | 534  | 651  | 721  | 735  | 757  |
|               | 1968 | 1982 | 1990 | 2006 | 2013 | 2015 | 2017 | 2019 | 2020 | 2022 |